# Visions of the Beast
 (avril 2021).
Si vous disposez d'ouvrages ou d'articles de référence ou si vous connaissez des sites web de qualité traitant du thème abordé ici, merci de compléter l'article en donnant les références utiles à sa vérifiabilité et en les liant à la section « Notes et références ».
Visions of the Beast est un double DVD du groupe de heavy metal britannique Iron Maiden publié le 2 juin 2003 qui contient tous les clips video (31 titres) du groupe jusqu'à 2002.
Durée: 75 et 79 minutes.
Il contient de nombreux bonus dont des menus interactifs et la discographie complète du groupe; six titres sont enrichis d'animations inédites réalisées par la société Camp Chaos ; d'autres bonus sont cachés. Un lien externe est nécessaire pour accéder à ces derniers.

## Disque 1
1. Women in Uniform
2. Wrathchild (Live at the Rainbow)
3. Run to the Hills
4. The Number of the Beast
5. Flight of Icarus
6. The Trooper (promo version)
7. 2 Minutes to Midnight
8. Aces High
9. Wasted Years
10. Stranger in a Strange Land
11. Can I Play with Madness
12. The Evil that Men Do
13. The Clairvoyant (Maiden England)
14. Infinite Dreams (Maiden England)
15. Holy Smoke
16. Tailgunner

Extras:
- Aces High (Camp Chaos version)
- The Number of the Beast (Camp Chaos version)
- Futureal (Football version)
- Fear of the Dark (Rock in Rio) Clip ou version Dolby Digital

## Disque 2
1. Bring Your Daughter... to the Slaughter
2. Be Quick or Be Dead
3. From Here to Eternity
4. Wasting Love
5. Fear of the Dark (Donington Live 1992)
6. Hallowed Be Thy Name (Donington Live 1992)
7. Man on the Edge
8. Afraid to Shoot Strangers
9. Lord of the Flies
10. Virus
11. The Angel and the Gambler
12. Futureal
13. The Wicker Man
14. Out of the Silent Planet
15. Brave New World (Rock in Rio)

Extras:
- The Wicker Man (Camp Chaos version)
- Flight of Icarus (Camp Chaos version)
- Run to the Hills (Camp Chaos version)